# Julia Sabaté
Julia Snijder Sabaté, optredend onder de naam Julia Sabaté, is een Nederlands-Spaanse zangeres. Van 2015 tot 2022 vormde ze met Micha Bartelds het americana-duo Micah & Julia en sinds 2021 is ze actief als solo artiest, waarbij ze voornamelijk zingt in het Spaans. 

## Biografie
Sabaté is geboren en getogen in Zwolle. Op jonge leeftijd was ze al muzikaal actief; ze speelde viool. Op zestienjarige leeftijd ontmoette ze Micha Bartelds, die zelf toen vijftien was, en met hem vormde ze het duo Micah & Julia. Het duo maakte americanamuziek, wonnen de talentenwedstrijd van de Kunstbende, stonden in voorprogramma's van artiesten als Douwe Bob, BLØF en De Dijk en op festivals als de Popronde en Lowlands. Ook werkten ze samen met Femke Weidema in Nashville, winnares van een Latin Grammy Award en muziekschrijver van de televisieserie Nashville. Het duo bracht verschillende singles en een ep, 2 deep 4 me uit. Toch gingen ze in 2022 uit elkaar. De artiesten besloten zich te gaan focussen op andere projecten, nadat ze in de coronaperiode de tijd hadden genomen om na te denken of ze als duo voor langere tijd wilden samenspelen. 
Snijder Sabaté besloot toen verder te gaan als solo-artiest en ging in het Spaans zingen. Zelf is ze van haar moederskant half Spaans en voor haar artiestennaam nam ze de achternaam van haar moeder aan. Ze schrijft haar nummers en speelt optredens met een vaste band, bestaande uit Ruben Sieben op de drums en Koen Hermans als gitarist, basgitarist en toetsenist. In 2023 speelden ze op verschillende Nederlandse festivals als Into the Woods en Wildeburg en op het Spaanse BIME Festival. Ook werden debuutsingle Joder, te quiero en de volgende single Es como es uitgebracht. Begin 2024 stond de zangeres op showcasefestival Noorderslag. Er werden in 2024 verschillende singles uitgebracht en ze mocht optreden op festivals als Paaspop, Valkhof Festival, Pukkelpop en het Spaanse Mad Cool Festival. In het najaar van 2024 bracht ze haar debuutep Callada uit.

## Discografie (albums en ep's)
- Callada (ep, 2024)